# Richard Stücklen
Richard Stücklen (ur. 20 sierpnia 1916 w Heidecku, zm. 2 maja 2002 w m. Weißenburg in Bayern) – niemiecki polityk, działacz Unii Chrześcijańsko-Społecznej (CSU), w latach 1957–1966 minister w rządzie federalnym, od 1979 do 1983 przewodniczący Bundestagu.

## Życiorys
W 1936 powołany do służby w Reichsarbeitsdienst, od 1940 do 1943 był żołnierzem Wehrmachtu. Należał do NSDAP. W 1943 przeszedł do pracy w przemyśle, został kierownikiem działu przedsiębiorstwa. Kształcił się następnie w zawodzie inżyniera elektryka w Mittweidzie. W 1945 przejął rodzinną firmę ślusarską, a w 1952 został współzałożycielem i wspólnikiem przedsiębiorstwa inżynieryjnego.
W połowie lat 40. należał do założycieli Unii Chrześcijańsko-Społecznej w Bawarii. W 1949 uzyskał mandat posła do Bundestagu. W  niższej izbie niemieckiego parlamentu zasiadał do 1990. W latach 1953–1957 i 1966–1976 był wiceprzewodniczącym frakcji CDU/CSU, w drugim z tych okresów jednocześnie przewodniczył grupie regionalnej CSU w ramach klubu parlamentarnego. Od 1967 do 1989 wchodził w skład prezydium swojej partii. W latach 1957–1966 pełnił funkcję ministra poczty i telekomunikacji w rządach Konrada Adenauera i Ludwiga Erharda. W latach 1976–1979 i 1983–1990 był wiceprzewodniczącym Bundestagu, a od maja 1979 do marca 1983 stał na czele tej izby.